# Volo Air Moorea 1121
Il volo Air Moorea 1121 era un volo passeggeri di linea da Moorea a Papeete, nella Polinesia francese. Il 9 agosto 2007, un de Havilland Canada DHC-6 Twin Otter operante il volo per conto di Air Moorea precipitò in mare poco dopo il decollo dall'aeroporto di Moorea. Tutti i 20 occupanti dell'aeromobile persero la vita nell'impatto.
Era diretto all'aeroporto Internazionale Faa'a di Tahiti con un servizio regolare di 7 minuti, uno dei più brevi al mondo, con 40 corse al giorno. L'incidente fu dovuto alla perdita di controllo dovuta al guasto del cavo dell'equilibratore dell'aereo. Si ritiene che i frequenti decolli e atterraggi siano stati un fattore importante nell'incidente, a causa dell'usura dei cavi dello stabilizzatore, ispezionati solo a intervalli di tempo fissi, indipendentemente dall'utilizzo. Un altro fattore potrebbe essere stato il Jet blast dei grandi aerei che venivano spinti indietro dalla rampa dell'aeroporto.

## L'aereo
Il velivolo coinvolto era un de Havilland Canada DHC-6 Twin Otter, marche F-OIQI, numero di serie 608. Volò per la prima volta nel febbraio del 1979 e venne consegnato ad ACES pochi giorni dopo. Volò per Aerotaca e poi per Fayard Enterprises; Air Moorea lo acquisì il 15 novembre 2006. Era spinto da 2 motori turboelica Pratt & Whitney Canada PT6A-27. Al momento dell'incidente, l'aereo aveva circa 27 anni e aveva accumulato 30 833 ore di volo in 55 044 cicli di decollo-atterraggio.

## L'equipaggio
Il comandante era il polinesiano francese Michel Santeurenne, 53 anni; era stato assunto dalla compagnia tre mesi prima dell'incidente. I voli di Air Moorea richiedevano generalmente un solo pilota, e il 9 agosto Santeurenne lo conduceva senza altri membri dell'equipaggio. Aveva oltre 3 500 ore di esperienza di volo, delle quali 110 per Air Moorea dal 14 maggio 2007.

## L'incidente
La rotta da Moorea a Tahiti, molto percorsa, è una delle più brevi al mondo con un volo di soli 7 minuti in media e viene effettuata 40 volte al giorno. Il 9 agosto 2007, F-OIQI era l'aereo che operava la rotta breve come volo QE 1121.
Alle 12:00:06 ora locale (22:00:06 UTC), il controllore del traffico aereo autorizzò l'aereo al decollo e sei secondi dopo iniziò la corsa. Come normale procedura per i decolli, il pilota retrasse i flap dell’aereo dopo essere salito a un’altitudine di sicurezza e poco dopo ridusse la potenza del motore mentre l’aereo si avvicinava alla quota di crociera. La ridotta spinta e la retrazione dei flap causarono la perdita di parte della portanza extra al decollo da parte dell'aereo, con conseguente leggera inclinazione del muso verso il basso, cosa che il pilota tentò di contrastare tirando indietro la colonna di controllo per riportare il muso verso l'alto. La forza derivante da questa azione causò lo sfilacciamento e l'allungamento del cavo di sollevamento dell'equilibratore danneggiato a circa 350 piedi (110 m) sopra il livello del mare, causando l'innalzamento degli equilibratori e il conseguente abbassamento del muso dell'aereo verso il mare. Alle 12:01:09, il cavo si spezzò completamente e mandò l'aereo in una picchiata catastrofica. Il pilota espresse una sorpresa udibile seguita da sei avvisi GPWS che suonavano insieme alla velocità del motore che aumentava più che durante il decollo e la salita. Alle 12:01:20 (22:01:20 UTC) l'aereo si schiantò in mare a una velocità di discesa di circa 6 500 piedi (2 000 m) al minuto, provocando la morte di tutte le 20 persone a bordo: 19 passeggeri e il pilota, Santeurenne.
Un testimone oculare riferì di aver visto l'aereo abbassarsi improvvisamente circa 30 secondi dopo il decollo. L'aereo sembrava tentare di riprendersi dalla caduta in picchiata, ma presto si schiantò in mare.

## Il recupero
Sebbene alcuni pezzi dell'aereo fossero stati trovati galleggianti sulla superficie del mare, la maggior parte dei rottami giaceva sul fondo del mare, da 600 a 700 metri sotto la superficie. Le operazioni di recupero iniziarono il 26 agosto e si sono conclusero il 3 settembre. Si scoprì che l'aereo era diviso in otto porzioni principali. La sezione di coda dell'aereo, compreso il registratore vocale della cabina di pilotaggio (CVR), venne recuperata il 30 agosto. Dal 30 agosto al 1 settembre furono recuperati l'impennaggio, comprese le superfici di controllo e i sistemi di controllo dell'equilibratore, i motori e la cabina di pilotaggio. A maggio 2013, alcune parti dell'aereo, come la parte centrale della fusoliera, il carrello di atterraggio sinistro e le ali, erano state ritrovate ma non recuperate. Furono recuperati 15 corpi, ma quelli di 5 passeggeri non erano ancora stati ritrovati.

## Le indagini
Poiché le isole sono territorio francese, sull'incidente indagò l'Ufficio di inchiesta e analisi per la sicurezza dell'aviazione civile (BEA). Dopo l'analisi del CVR e i test metallurgici delle parti, il BEA conlcuse: "L'incidente è stato causato dalla perdita del controllo del beccheggio dell'aereo in seguito al guasto, a bassa altezza, del cavo di controllo dell'equilibratore nel momento in cui i flap sono stati retratti".
Secondo il rapporto dell'indagine sull'incidente, il guasto del cavo dell'equilibratore è stato causato principalmente da due fattori:
- Sebbene più resistenti alla corrosione nell'ambiente salino rispetto ai cavi originali in acciaio al carbonio, i cavi in acciaio inossidabile presenti su questo particolare aereo hanno subito una maggiore usura dovuta all'abrasione da parte delle guide dei cavi. Non sono state apportate modifiche al programma di manutenzione per tenere conto di questa ulteriore usura, né del numero di cicli più elevato del solito sperimentato dall'aereo durante il volo breve ad alta frequenza che ha operato.[2]
- Un altro possibile fattore che ha contribuito al guasto del cavo dell'equilibratore è stato quando il Twin Otter, mentre era parcheggiato all'aeroporto di Faa'a, è stato probabilmente colpito da un Jet blast da parte di un Airbus A340. Quando l'A340 è stato spinto indietro, è stato portato vicino al punto in cui era parcheggiato il Twin Otter. Mentre l'A340 virava verso la pista, il Jet blast dei motori dell'A340 fece vibrare lo stabilizzatore del Twin Otter, causando stress sul cavo. Ciò sarebbe stato esagerato dalla procedura di bloccare l'equilibratore in posizione abbassata quando parcheggiato, catturando più Jet blast di quanto sarebbe in una posizione neutra.[2]

## Nella cultura di massa
L'incidente è rappresentato nel nono episodio della tredicesima stagione della serie-documentario Indagini ad alta quota, in onda su National Geographic Channel. L'episodio si intitola "2 minuti all'impatto".